# 鲍鉴清
鲍鉴清（1893年—1982年），男，浙江金华人，中国组织学与胚胎学家，曾任北京大学医学院院长，第三、四、五届全国政协委员。